# Liu Li Yang
Liu Li Yang (cinese tradizionale: 劉力揚; cinese semplificato: 刘力扬; pinyin: Liú Lìyáng; Pechino, 24 ottobre 1982) è una cantante cinese, conosciuta anche con il nome inglese di Jade Liu.
La sua popolarità deriva dalla terza stagione (nel 2006) di una competizione canora cinese, conosciuta come Super Girls (caratteri cinesi: 超级女声), o anche Super Voice Girl. Raccogliendo più di 350.000 voti, è emersa come campionessa della competizione avvenuta nel distretto di Canton. Come una delle favorite del concorso, è arrivata sul podio riuscendo a piazzarsi al secondo posto. La sua personalità carismatica ed il suo look androgino, accompagnati da una voce piena di sentimento, l'hanno portata al successo. I suoi fan sono conosciuti come Li Zi (caratteri cinesi: 栗子; inglese: Chestnut), nomignolo derivante dal primo carattere del suo nome, 'Li' (力). Il 4 gennaio 2008, la cantante ha firmato un contratto con la HIM International Music.

## Curiosità
- Ha cantato un duetto con Aaron Yan dei Fahrenheit intitolato "Ti Amo", che è contenuto nel secondo album della boy band, Two-sided Fahrenheit.
- Al video della sua canzone 眼淚笑了 (Tears smiled) ha partecipato Jiro Wang dei Fahrenheit.

## Biografia

### 2006: La competizione Super Girl

#### Esibizioni nella competizione Super
| Location | Round    | Canzone              | Artista originale             |
| -------- | -------- | -------------------- | ----------------------------- |
| Canton   | 海选进50 | It's Your Chance     | Tanya Chua (蔡健雅)           |
| Canton   | 50进20   | Wonderful Tonight    | Eric Clapton                  |
| Canton   | 20进10   | It's Your Chance     | Tanya Chua (蔡健雅)           |
| Canton   | 10进 7   | 翅膀之歌             | Power Station (动力火车)      |
| Canton   | 7进 5    | Tell Me              | Wilber Pan (潘玮柏)           |
| Canton   | 7进 5    | 爱我别走             | Chang Chen-yue (张震岳)       |
| Canton   | 决赛     | 小姑娘               |                               |
| Canton   | 决赛     | 海阔天空             | Shin (信乐团)                 |
| Canton   | 决赛     | 那些花儿             | Christine Fan (范玮琪)        |
| 全国     | 10进8    | If                   | Bread                         |
| 全国     | 10进8    | 认错                 | Terry Lin (林志炫)            |
| 全国     | 8进6     | Fly Me to the Moon   | Frank Sinatra                 |
| 全国     | 8进6     | Kiss Goodbye         | Leehom Wang (王力宏)          |
| 全国     | 6进5     | The Game of Love     | Santana feat. Michelle Branch |
| 全国     | 6进5     | 追梦人               | Feng Fei-Fei (凤飞飞)         |
| 全国     | 6进5     | 放我的真心在你的手心 | 叶欢                          |
| 全国     | 5进4     | 彩云追月             |                               |
| 全国     | 5进4     | 翅膀之歌             | Power Station (动力火车)      |
| 全国     | 5进4     | 海阔天空             | Shin (信乐团)                 |
| 全国     | 5进4     | 你的样子             | Lo Ta-yu (羅大佑)             |
| 全国     | 决赛     | 打错了               | Faye Wong (王菲)              |
| 全国     | 决赛     | Wonderful Tonight    | Eric Clapton                  |
| 全国     | 决赛     | 但愿人长久           | Teresa Teng (邓丽君)          |
| 全国     | 决赛     | 不知所措             | 优客李林                      |

Durante le riprese del suo primo spot pubblicitario, si è rotta una gamba mentre tentava un'azione acrobatica ed è rimasta ricoverata in ospedale per qualche mese, mettendo una pausa alla sua carriera. A causa di ciò, ha potuto partecipare solo ad uno dei sei concerti del tour di Super Girls 2006. Dopo un breve ricovero, è immediatamente tornata nello studio di registrazione. Attualmente è in un tour promozionale per il suo singolo appena pubblicato, Puppets.

### I Am Just What I Am
Il suo primo album di debutto ha ricevuto diverse recensioni fortemente positive da produttori musicali quali Bao Xiaobo, Yuan Wenren, Michael Lin, Li Sisong e Wang Zhiping, come anche dai compositori Shi Rencheng e Fang Wenshan.

## Discografia

### Album
| Anno | Informazioni sull'album | Tracklist |
| ---- | --- | --- |
| 2008 | 我就是這樣 (I Am Just What I Am) Data di pubblicazione: 2 giugno 2008 Lingua: cinese Genere: ballad, pop Etichetta: HIM International Music | 1. 我就是這樣 (I Am Just Who I Am) - feat. Tank 2. 眼淚笑了 (Tears Smile) 3. 靠不靠譜 (Reliable or Not) 4. 傳說 (Legend) - Duetto con Yoga Lin 5. 一句一傷 (One Sentence, One Wound) 6. 拍寫 (Sorry) 7. 單 (Single) 8. 死胡同 (Blind Alley) 9. 我愛你有什麼不對 (What's Wrong With Loving You) 10. 雨念 (Reminiscing Rain) |

### EP
| Anno | Informazioni sull'EP                                                                | Tracklist                                                                                |
| ---- | ----------------------------------------------------------------------------------- | ---------------------------------------------------------------------------------------- |
| 2007 | 提线木偶 (Stringed Puppets) Data di pubblicazione: 13 agosto 2007 Etichetta: TianYu | 1. 提线木偶 (Stringed Puppets) 2. 耶路撒冷 (Jerusalem) 3. 英雄的呼唤 (The Call of Heros) |

### Singoli
| Anno | Informazioni sulla canzone                    | Titolo della canzone         |
| ---- | --------------------------------------------- | ---------------------------- |
| 2006 | Data di pubblicazione: 2006 Etichetta: TianYu | 1. Rain.布莱梅 (Rain Bremen) |